# Lasiodora pleoplectra
Lasiodora pleoplectra là một loài nhện trong họ Theraphosidae.
Loài này thuộc chi Lasiodora. Lasiodora pleoplectra được Cândido Firmino de Mello-Leitão miêu tả năm 1921.